# Ленгі (Люблінське воєводство)
Ленгі (пол. Łęgi) — село в Польщі, у гміні Тереспіль Більського повіту Люблінського воєводства. Населення — 116 осіб (2011).

## Історія
За даними етнографічної експедиції 1869—1870 років під керівництвом Павла Чубинського, у селі проживали лише греко-католики, які розмовляли українською мовою.
У 1975—1998 роках село належало до Білопідляського воєводства.

## Демографія
Демографічна структура станом на 31 березня 2011 року:
|          | Загалом | Допрацездатний вік | Працездатний вік | Постпрацездатний вік |
| -------- | ------- | ------------------ | ---------------- | -------------------- |
| Чоловіки | 57      | 9                  | 34               | 14                   |
| Жінки    | 59      | 6                  | 26               | 27                   |
| Разом    | 116     | 15                 | 60               | 41                   |